# Gare d’Épierre - Saint-Léger
Gare d’Épierre - Saint-Léger vasútállomás Franciaországban, Épierre településen.

## Vasútvonalak
Az állomást az alábbi vasútvonalak érintik:
- Culoz–Modane-vasútvonal

## Kapcsolódó állomások
A vasútállomáshoz az alábbi állomások vannak a legközelebb:
- Gare de Saint-Avre-La Chambre
- Gare d’Aiguebelle